# Берлезеев, Михаил Иванович
Михаил Иванович Берлезеев (Берлизеев) — полковник, герой сражения при Прейсиш-Эйлау.
31 августа 1802 года в чине подполковника назначен командиром Архангелогородского мушкетёрского полка и 11 апреля 1804 года произведён в полковники.
Во главе Архангелогородского полка Берлезеев принял участие в кампаниях 1805 года в Австрии и 1806—1807 годов в Восточной Пруссии. 26 апреля 1807 года он был награждён орденом св. Георгия 4-й степени (№ 757 по кавалерскому списку по списку Судравского и № 1771 по списку Григоровича — Степанова)
В воздаяние отличного мужества и храбрости, оказанных в сражении против французских войск 26 и 27 января при Прейсиш-Эйлау, где, удерживая неприятеля, поражал онаго штыками и ружейным огнём.
Вслед за тем, 2 декабря 1807 года ему была пожалована золотая шпага с надписью «За храбрость».
27 января 1808 года Берлезеев был назначен шефом Вятского мушкетёрского полка и через полтора года, 8 августа 1809 года, вышел в отставку.